# Литва на Паралімпійських іграх
Литва дебютувала на Паралімпійських іграх влітку 1992 року в Барселоні з делегацією з чотирьох легкоатлетів. Це відбулося після здобуття незалежності від Радянського Союзу. Перша участь країни була успішною: усі четверо спортсменів вибороли щонайменше одну медаль, а бігунка Сігіта Маркявічене здобула чотири медалі (три срібні та одну бронзову). Литва брала участь у всіх наступних літніх Паралімпійських іграх, але не поверталася до зимових з 1994 року.

## Медальний залік

### Літні ігри
| Подія                          | Золото | Срібло | Бронза | Всього | Місце |
| ------------------------------ | ------ | ------ | ------ | ------ | ----- |
| Літні Паралімпійські ігри 1992 | 0      | 4      | 3      | 7      | 42-е  |
| Літні Паралімпійські ігри 1996 | 3      | 2      | 6      | 11     | 34-е  |
| Літні Паралімпійські ігри 2000 | 0      | 2      | 1      | 3      | 56-е  |
| Літні Паралімпійські ігри 2004 | 1      | 1      | 5      | 7      | 50-е  |
| Літні Паралімпійські ігри 2008 | 0      | 2      | 0      | 2      | 56-е  |
| Літні Паралімпійські ігри 2012 | 0      | 0      | 0      | 0      | ―     |
| Літні Паралімпійські ігри 2016 | 2      | 1      | 0      | 3      | 44-е  |
| Літні Паралімпійські ігри 2020 | 0      | 0      | 3      | 3      | 76-е  |
| Літні Паралімпійські ігри 2024 | 0      | 0      | 1      | 1      | 79-е  |

### Зимові ігри
| Подія                           | Золото | Срібло | Бронза | Всього | Місце |
| ------------------------------- | ------ | ------ | ------ | ------ | ----- |
| Зимові Паралімпійські ігри 1994 | 0      | 0      | 0      | 0      | ―     |